# 正圖形
在幾何學中，正圖形或正幾何形狀（英語：Regular Geometric Shape）是一類具有高度對稱性的幾何結構。其中，若該幾何結構是由線段、平面或超平面的邊界構成則又可稱為正多胞形（英語：Regular polytope）。
和正圖形相對的概念為不規則圖形（Irregular Geometric Shape）或不規則幾何形狀、非正幾何形狀，其對稱性比正圖形低或無對稱性。在不規則圖形中，依照對稱性的高低又可以分為擬正圖形（Quasiregular）、半正圖形（Semiregular）、似正圖形（Demiregular）、均勻圖形（Uniform）等幾何結構。

## 正多胞形
正多胞形是一種對稱性对于標記可递的幾何結構，且具有高度對稱性，對於該幾何體內所有同維度的元素（如：點、線、面）都完全具有相同的性質，並且每一個元素皆為一個正圖形，例如，正方體所有的面的面積及形狀皆相同，且皆為正方形，是一個二維正多胞形、所有邊的長度也相同，所有角的角度及形式也相同，因此正方體是一個正圖形或正多胞形。對於所有元素，或叫j維面（對所有的 0 ≤ j ≤ n，其中n是該幾何體所在的維度） — 胞、面等等 — 也都对于多胞形的对称性可递，也是≤ n维的正圖形。
正图形是正多边形（例如：正方形或者正五边形
）和正多面体（例如立方体）的向任意维度的推广类比。正图形极强的对称性使它们拥有极强的审美价值，吸引着数学家和数学爱好者。
一般地，n维正图形被定义为有正维面[(n − 1)-表面]和正顶点图。这两个条件已经能充分地保证所有面、所有顶点都是相似的。但要注意的是，这一定义并不适用于抽象多胞形。
一个正图形能用形式为{a, b, c, ...., y, z}的施莱夫利符号代表，其正的面为{a, b, c, ..., y}，顶点图为{b, c, ..., y, z}。

## 分類和描述
正图形最基础的分类是按其维度。
它们能够按照对称性进一步分类。例如，正方体和正八面体有着相同的对称性，同样，正十二面体和正二十面体也是。事实上，对称群大多依照正图形命名，例如正四面体对称群和正二十面体对称群。
3种特殊类型的正图形存在于所有维度：
- 单纯形（正单形）
- 超方形（正测形）
- 正轴形（交叉形）

在二维，这里有无穷多个正多边形。在三维和四维这里有许多上述三种之外的正多面体和正多胞体。在五维及以上维，只存在这三种类型的正图形。另见正图形列表。
正图形的概念有时被扩展，使其包括了另外一些相关的几何对象。其中一些有正的例子，下面“历史发现”一章将会详细说明。

### 施萊夫利符號
施萊夫利符號是一個簡潔有力的多面體表示法，是19世紀由路德維希·施萊夫利所發明的，一个改进了的版本随后成为了标准。这种记号可通过维度依次增加一获得最好的解释。
- 一个有n条边的凸正多边形可以标记为{n}。所以一个等边三角形是{3}，一个正方形是{4}......一个绕其中心旋转m圈的正星形多边形被标记为分式{n/m}，这里n和m是互质的，例如正五角星是{5/2}。
- 一个有着面{n}，并且一个顶点处有p个面相交的正多面体标记为{n, p}。九个正多面体是：{3, 3}、{3, 4}、{4, 3}、{3, 5}、{5, 3}、{3, 5/2}、{5/2, 3}、{5, 5/2}和{5/2, 5}。{p}就是这个正多面体的顶点图。
- 一个有着胞{n, p}，并且每一条棱处有q个胞相交的正多胞体标记为{n, p, q}。其顶点图为{p, q}。
- 一个五维正多胞体是{n, p, q, r}，等等。

### 正图形的对偶性
正图形的对偶形也是正图形。对偶图形的施莱夫利符号就是将原来的符号倒过来写：{3,3}为自身对偶，{3,4}与{4,3}对偶，{4,3,3}与{3,3,4}对偶，以此类推。
正图形的顶点图的对偶即是其对偶图形的维面。例如{3,3,4}的顶点图是{3,4}，其对偶即是{4,3} — {4,3,3}的一个胞。
任何维的超方形和正轴形都是互相对偶的。
如果其施莱夫利符号是回文，即正反读都一样，那么这个正图形就是自身对偶的。自身对偶正图形包括：
- 點
- 線段，{}。
- 所有的正多边形，{a}。
- 所有的n-正单纯形，{3,3,3,...,3,3,3}。
- 四维正多胞形正二十四胞体，{3,4,3}。
- 所有n维超方形堆砌，{4,3,3,...,3,3,4}。这些在多胞形学中被看作无穷多胞形。

### 正单纯形
|      |          |          |          |
| 线段 | 正三角形 | 正四面体 | 正五胞体 |
|      |          |          |          |

我们从点A开始。标下与A相距r的点B，并连接它们，形成线段。在垂直与它的第二维度标下与A、B都相距r的第三点C，并连接AC、BC，形成正三角形。在垂直与它的第三维度标下与三点都相距r的第四点D，连接四点，便形成正四面体。用同样的方法，我们可以得到更高维的类似正图形。
这些就是正单纯形。以维度来排序，它们是：
0. 点
1. 线段
2. 正三角形（正三边形）
3. 正四面体
4. 正五胞体 或 4-单纯形
5. 五维正六胞体 或 5-单纯形
... n-单纯形有n+1个顶点。

### 超方形
|        |        |          |
| 正方形 | 立方体 | 超正方体 |
|        |        |          |

从一个点A开始。连一条线到距离为r的B，形成一条线段。延伸第二条长为r的线，垂直于AB，将B连接到C，同样链接A到D，形成一个正方形ABCD。从每个顶点同样延伸出长为r的线，同时垂直于AB和BC，标记点E、F、G、H形成立方体ABCD-EFGH。用同样的方法，我们可以得到更高维的类似正图形。
它们就是超方形或称正测形。以维度来排序，它们是：
0. 点
1. 线段
2. 正方形（正四边形）
3. 立方体（正六面体）
4. 四维超正方体（正八胞体）或4-超方体
5. 五维超正方体（五維正十胞体）或5-超方体
...一个n-超方体有2n个顶点。

### 正轴形
|        |          |            |
| 正方形 | 正八面体 | 正十六胞体 |
|        |          |            |

从一个点O开始。从O向两个相反的方向延出两条线到距O点距离为r的A和B，互相之间距离为2r，形成一条线段。同样再画线段COD，长度为2r，以O为中点而垂直于AB。连接4个顶点形成正方形ACBD。再画线段EOF，同样长度为2r，中点为O，同时垂直于AB和CD（即上下方向）。将其顶点与正方形顶点一一相连得到正八面体。用同样的方法，我们可以得到更高维的类似正图形。
这样得到的图形称为正轴形或交叉形。以维度来排序，它们是：
0. 点
1. 线段
2. 正方形（正四边形）
3. 正八面体
4. 正十六胞体或4-正轴形
5. 正三十二超胞体（五维正三十二胞体）或5-正轴形
...n-正轴形有2n个顶点。